# François Glorieux
François Glorieux (27 de agosto de 1932 - 22 de septiembre de 2023) fue un pianista, director, compositor, musicólogo y profesor académico belga que actuó a nivel internacional. Como pianista, recibió el Premio Internacional de Música Harriet Cohen en 1967, realizó giras por Alemania y Austria con el director André Cluytens y más tarde se centró en la improvisación. Dirigió orquestas como la BBC Radio Orchestra, bandas como la de Stan Kenton y cuatro conjuntos que fundó. Como compositor, escribió música para sus grupos, y arreglos para Michael Jackson, entre otros. Enseñó como director de la Master Class Internacional de Piano en Amberes desde 1972, y a nivel internacional, tanto como invitado en universidades como en conciertos escolares.

## Biografía
Glorieux nació en Cortrique el 27 de agosto de 1932. Mostró un temprano talento para la música, componiendo ya en su juventud. Inició estudios en el Real Conservatorio de Gante a los 17 años, piano con Marcel Gazelle y composición con George Lonque.
Glorieux dirigió cerca de 6000 recitales y conciertos en unos 60 países. Realizó giras por Alemania y Austria como pianista bajo la dirección de André Cluytens. Glorieux dirigió la Orquesta Filarmónica de Bruselas, el Locke Brass Consort y la BBC Radio Orchestra en el Reino Unido, la banda Stan Kenton en Estados Unidos, la Orquesta de Cámara de Kiev y la Mainzer Kammerorchester, entre otras. Colaboró con el Ballet del Siglo XX de Maurice Béjart, y también trabajó con el Ballet Real de Flandes, elNederlands Dans Theater de La Haya y el Ballet Nacional de Holanda de Ámsterdam, inspirándose en los coreógrafos Valery Panov, André Leclair, John Koning, Ava Corelli y Monette Loza. Fundó cuatro conjuntos diferentes: Instrumentarium, Panorámico Trío, Orquesta de Metales y Percusión y Orquesta de Cámara Revivat Scaldis.
Como compositor, Glorieux se inspiró en Debussy y Ravel, el jazz, el blues y los ritmos latinoamericanos. Improvisó en formas libres, a veces con cambios repentinos en la dinámica, el tempo y el ritmo, con «ingenio, refinamiento y sofisticación cosmopolita». Creó arreglos sinfónicos a petición de Michael Jackson. Su discografía incluye 175 CD y LP.
Glorieux fue director de la Clase Magistral Internacional de Piano en Amberes desde 1972. Fue profesor honorario de música de cámara en el Conservatorio de Gante, profesor honorario en el Conservatorio de Cortrique, y profesor invitado en la Universidad Yale. Daría numerosos conciertos escolares en Bélgica, Alemania, América y Japón. Sus obras fueron publicadas por United Music & Media Publishers, y HAFABRA Music.
Glorieux murió el 22 de septiembre de 2023, a los 91 años.

## Composiciones
Las composiciones de Glorieux incluyen:
- Concierto para bombardino y banda
- London Proms, obertura
- November, para trombón y banda
- Orgia
- Régis Glorieux, marzo
- Sketches, para trombón y banda.
- Summer Meeting 77

## Premios
- Premio Internacional de Música Harriet Cohen (1967) [8]
- Premio Lieven Gevaert (1985) [2]
- Ciudadano honorario de Cortrique (2002) [2]
- Dar alma a Europa, premio de la Comisión Europea (2012) [2]
- Caballero de la Orden de Leopoldo II (2015) [2]